# Arena Commonwealth e Sir Chris Hoy Velodrome
A Commonwealth Arena and Sir Chris Hoy Velodrome, conhecida como Emirates Arena devido o patrocínio, é uma arena coberta e um velódromo da cidade de Glasgow, Escócia, construída para a realização da Commonwealth Games de 2014. O custo para a sua construção foi de £113m (113 milhões de libras) e está localizado no distrito de Dalmarnock, extremo leste da cidade, próximo ao Celtic Park.
Construída entre 2009 e 2012, a arena foi aberta ao público em 6 de outubro de 2012, e sua construção, desenvolvida pela Câmara Municipal de Glasgow, teve como intenção  renovar a área em que foi construída, valorizando a região. A Arena oferece uma pista de atletismo de 200m, trilha de 60m com barreiras, áreas de arremesso e salto, além de poder abrigar esportes de outras modalidades. Sua capacidade é de aproximadamente 5 mil espectadores, mas seu sistema de assentos móveis pode permitir aumentar o número para 6,8 mil assentos na arena, e no velódromo a capacidade é de 2 mil espectadores sentados. Sua construção foi realizada pelo arquiteto Sir Robert McAlpine, e o projeto foi da empresa 3DReid.